# Abdul Hamid al-Bakkoush
Abdul Hamid al-Bakkoush (n. en 1933 - f. en 2007) fue un político libio. Ocupó el cargo de Primer ministro de Libia desde octubre de 1967 hasta septiembre de 1968. Tras la proclamación de la Jamahiriya se exilia en Egipto donde se convierte en uno de los líderes de la oposición exterior a Gadafi.

## Etapa como primer ministro
Durante su mandato - en enero de 1968 - Libia crearía junto a Arabia Saudita y Kuwait la Organización de Países Árabes Exportadores de Petróleo para coordinar producción, refinación, transporte y comercialización del petróleo de los tres países. En julio de ese mismo año Libia firmaría el Tratado de No Proliferación Nuclear por el cual se comprometía a no adquirir armas nucleares ni sus sistemas asociados.

## Etapa en la oposición desde el exilio
Durante la presidencia de Gadafi Hamid al-Bakkoush se  exilia primero a Londres y más tarde a París. Desde 1977 se instala en Egipto, donde crea la Organización para la liberación de Libia que junto a otros grupos - como el Frente de Salvación Nacional de Libia (LNSF) con base en Sudán- constituyen la oposición exterior al gobierno de Gadafi.
En 1984 se produce un intento de Golpe de Estado contra Gadafi que es reivindicado por el LSFN.  Tras esto los Congresos populares de base - instancia suprema del país - votan una moción en la que se permite la creación de "unidades suicidas [para] liquidar a los enemigos de la revolución en el extranjero” y “ejecutar a los terroristas nocivos para el pueblo libio, así como a los supervivientes de los antiguos partidos políticos”.
Estas unidades intentan en noviembre de 1984 asesinar a Hamid al-Bakkoush en El Cairo, pero a pesar de que la radio oficial de Trípoli anunció la "ejecución del traidor de la revolución libia", la policía egipcia consiguió desbaratar el atentado deteniendo a los cuatro miembros del comando que iba a realizar la operación. Este hecho provocó un fuerte incidente diplomático entre Libia y Egipto.